# Tamarixia caillardiae
Tamarixia caillardiae är en stekelart som först beskrevs av Kostjukov 1978.  Tamarixia caillardiae ingår i släktet Tamarixia och familjen finglanssteklar. Inga underarter finns listade i Catalogue of Life.